# Gare de Louvain
Ne doit pas être confondu avec Gare de Louvain-la-Neuve ou Gare de la chaussée de Louvain.
La gare de Louvain (en néerlandais : station Leuven) est une gare ferroviaire belge de la ligne 36, de Bruxelles-Nord à Liège-Guillemins, située à proximité du centre de la ville de Louvain, dans la province du Brabant flamand en Région flamande.
Elle est mise en service en 1837 par l'administration des chemins de fer de l'État belge.
C'est une gare de la Société nationale des chemins de fer belges (SNCB) desservie par des trains InterCity (IC), Suburbains (S), Omnibus (L) et d'Heure de pointe (P).

## Situation ferroviaire
Établie à 29 mètres d'altitude, la gare de bifurcation de Louvain est située au point kilométrique (PK) 28,726 de la ligne 36, de Bruxelles-Nord à Liège-Guillemins, entre les gares ouvertes de Herent et de Vertrijk.
Elle est également, l'origine : au PK 0,000 de la ligne 2, ligne à grande vitesse de Louvain à Ans ; au PK 0,000 de la ligne 139 de Louvain à Ottignies, avant la gare d'Heverlee, et l'aboutissement : au PK 53,551 de la ligne 35 d'Hasselt à Louvain, après la gare ouverte de Wezemaal ; au PK 64,202 de la ligne 53 de Schellebelle à Louvain, après la gare de Wijgmaal.

## Histoire

### Première gare
La Belgique décide de créer un réseau de chemins de fer ayant pour point central Malines, la loi du 1er mai 1834 décrète notamment une ligne vers la frontière de Prusse par Louvain, Tirlemont, Liège et Verviers.
La « station de Louvain » est mise en service le 10 septembre 1837 par l'administration des chemins de fer de l'État belge, lorsqu'elle ouvre à l'exploitation la section de Malines à Louvain qui est le terminus. La station est située à l'extérieur de la ville près de la porte de Diest, elle ne comporte alors que des installations sommaires et provisoires en bois. Elle devient rapidement une gare de passage avec l'ouverture, le 21 septembre de cette même année, de la section suivante de Louvain à Tirlemont.
La conception du bâtiment définitif est confiée à François-Henri Laenen, l'architecte de la ville. Il conçoit un bâtiment de style néoclassique composé d'un corps central encadré par deux ailes, le tout s'étendant sur 40 mètres de long. En 1840, soit trois années après l'arrivée du premier train, le nouvel édifice est mis en service. Au rez-de-chaussée de la partie centrale se trouve le hall pour les voyageurs et à l'étage le logement du chef de gare. Les ailes sont utilisées pour d'autres besoins nécessaires au service du chemin de fer. Un embranchement qui permet de relier la gare aux bassins est ouvert en juin 1841.
L'arrivée du chemin de fer amorce le développement du quartier, ce que devance et accompagne F.-H. Laenen en ayant déjà produit un plan d'aménagement, approuvé en 1839, de la place et la rue qui font le lien entre la gare et la vieille ville. Les constructions qui sortent de terre entre 1843 et 1849, année du décès de Laenen, vont produire un ensemble architectural de style néo-classique composé de façades de couleur blanche. L'importance de la gare et des chemins de fer va être encore renforcée par les ouvertures des lignes de Wavre à Louvain, le 12 février 1855, et de Bruxelles à Louvain le 17 décembre 1866,.
Dès 1863, le Grand Central Belge fait construire par l'ingénieur Maurice Urban un atelier de réparation et une remise pour les locomotives. Peu de temps après leurs ouvertures plus de 650 ouvriers y sont employés. Ces installations sont complétées par un réaménagement du système ferroviaire d'origine avec la création de faisceaux de triage et de voies de raccordements entre les différentes lignes. Cette évolution importante du trafic des marchandises et des voyageurs a besoin également d'un bâtiment principal plus imposant.
En 1871, le nouvel architecte de la ville, Lavergne, propose l'agrandissement de ce bâtiment principal.

### Gare provisoire
Un bâtiment à la structure en bois accueille les voyageurs durant l'intermède entre la démolition du bâtiment de 1840 et l'achèvement de la nouvelle gare. Le 2 juin 880 a lieu en gare de Bruxelles-Nord une adjudication publique en vue du démontage de ce bâtiment et le reconstruire à Ans, gratifié d'un auvent (avis du 17 mars 1880). La gare d'Ans recevra effectivement un bâtiment en pans de bois avec remplissage en briques qui restera en usage jusque dans les années 1960.
Le pavillon des toilettes de l'ancienne gare de Louvain sera démoli en 1881 et reconstruit à Tirlemont.

### Deuxième gare
L'ancien bâtiment est remplacé en 1879 par un édifice, plus imposant mais du même style, dû à l'architecte Henri Fouquet.

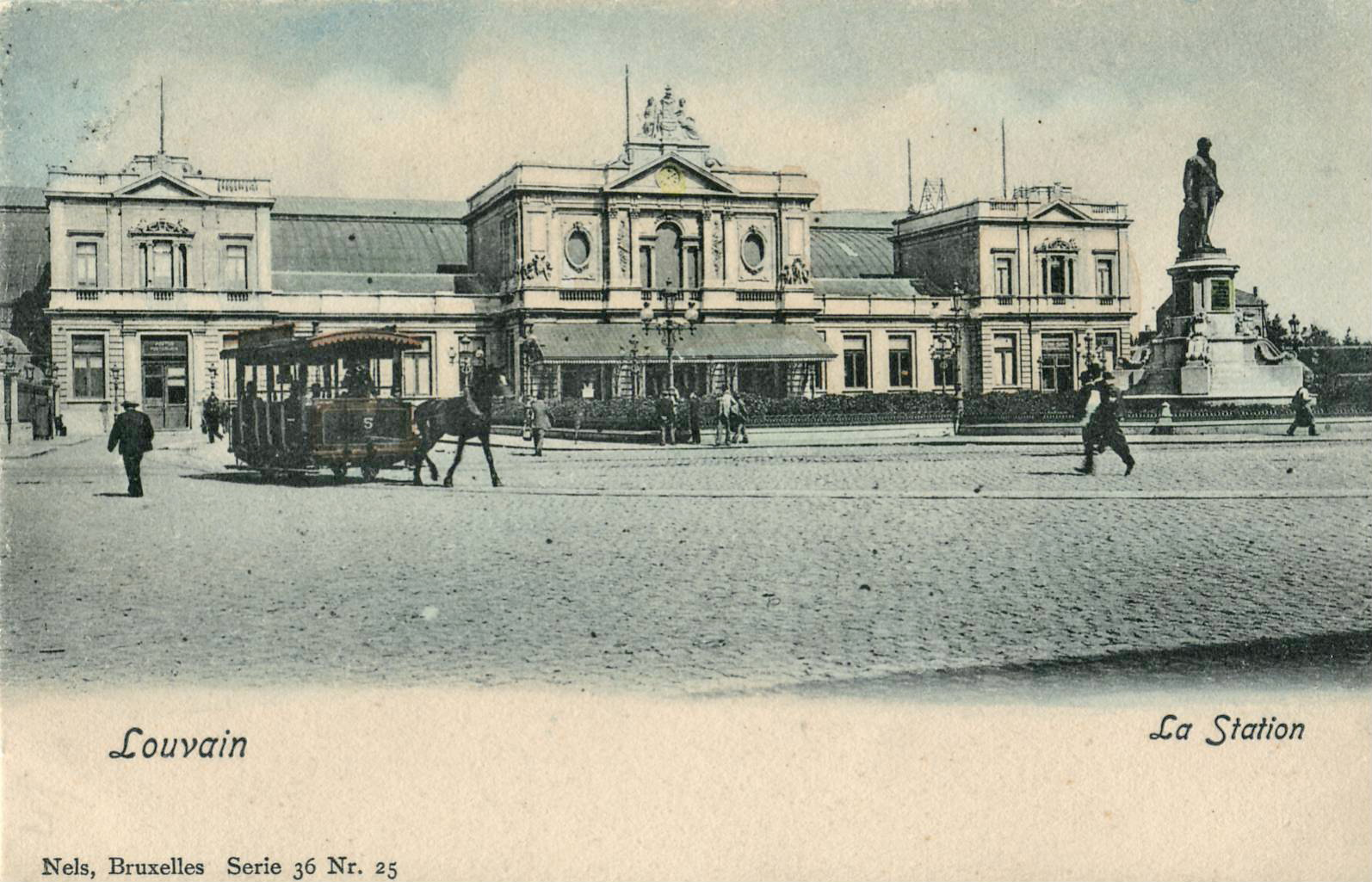
La gare vers 1900.

En 2008, livraison de la nouvelle couverture des quais conçue par le cabinet d'architecture Samyn et associés SPRL.
En 2009, la gare de Louvain était la sixième gare la plus utilisée de Belgique (plus de 26 000 voyageurs par jour, seulement précédée par celles de Bruxelles-Central, Bruxelles-Midi, Gand-Saint-Pierre, Bruxelles-Nord et d'Anvers-Central.

### Accident ferroviaire
Le samedi 18 février 2017, un train de voyageurs reliant Louvain à La Panne déraille sur un aiguillage à la sortie de la gare. La première voiture se renverse à 180 degrés. L'accident fait 1 mort et 27 blessés dont 3 graves sur un total de 87 voyageurs. La personne décédée avait 21 ans et était originaire du Brabant-Wallon et n'a pu être dégagée que le lendemain de la catastrophe après le relevage de la voiture de tête,. Trois enquêtes sont ouvertes, une à la SNCB et Infrabel, une par le SPF Mobilité et une par la police de Louvain étant donné qu'il y a un décès dans l'accident. Les dégâts à l'infrastructure assez importants - des câbles de signalisation ont été arrachés perturbant les lignes Louvain - Malines, Louvain - Aarschot et Louvain - Malines - ont imposé de dévier certains trains par la ligne 139, seule ligne entièrement utilisable. Le jour même au soir, la circulation a pu reprendre pour les trains Eupen - Ostende circulant sur la LGV. La voiture renversée a été transportée par camion comme convoi exceptionnel jusqu'à Muizen tandis que les 2 autres voitures ont été transférées par le rail jusqu'à l'atelier central de Malines.
L'enquête du SPF mobilités a conclu à une vitesse trop élevée 90 km/h au lieu de 40 sur l'aiguillage, attribuée à la distraction du conducteur qui connaissait mal le plan des voies et signaux de la gare de Louvain. Ont contribué à l'accident l'emplacement contre-intuitif des panneaux et signaux ainsi que les limitations du système de sécurité TBL1++, qui n'a pas déclenché de freinage d'urgence.

## Service des voyageurs

### Accueil
Gare SNCB, elle dispose d'un bâtiment voyageurs, avec guichets, ouvert tous les jours. Elle est notamment équipée d'automates pour l'achat de titres de transport, de consignes à bagages automatiques et d'écrans d’affichage des trains. Des aménagements, équipements et services sont à la disposition des personnes à la mobilité réduite. Un buffet est installé en gare.
Un passage souterrain permet la traversée des voies et le passage d'un quai à l'autre.

### Desserte
Louvain est desservie par des trains InterCity (IC), Suburbains (S), Omnibus (L) et d'Heure de pointe (P).
En tant que nœud ferroviaire important, Louvain possède des relations ferroviaires vers Bruxelles, Anvers, Liège, Hasselt, Gand, Bruges, Ostende, Genk et de nombreuses autres villes belges.

### Intermodalité
Un parc pour les vélos et un parking pour les véhicules y sont aménagés. Des bus desservent la gare.

## Comptage voyageurs
Ce graphique et tableau montre le nombre de voyageurs embarquant en moyenne durant la semaine, le samedi et le dimanche.
| Nombre de passagers qui embarquent à la gare de Louvain | Nombre de passagers qui embarquent à la gare de Louvain | Nombre de passagers qui embarquent à la gare de Louvain | Nombre de passagers qui embarquent à la gare de Louvain |
|                                                         | Semaine                                                 | Samedi                                                  | Dimanche                                                |
| ------------------------------------------------------- | ------------------------------------------------------- | ------------------------------------------------------- | ------------------------------------------------------- |
| 1977                                                    | 20 630                                                  | 5 746                                                   | 3 738                                                   |
| 1978                                                    | 20 965                                                  | 5 950                                                   | 3 420                                                   |
| 1979                                                    | 17 062                                                  | 5 421                                                   | 3 176                                                   |
| 1980                                                    | 19 583                                                  | 5 369                                                   | 3 103                                                   |
| 1981                                                    | 24 623                                                  | 7 215                                                   | 5 013                                                   |
| 1982                                                    | 17 892                                                  | 5 943                                                   | 4 164                                                   |
| 1983                                                    | 18 629                                                  | 5 957                                                   | 3 565                                                   |
| 1984                                                    | 18 128                                                  | 4 932                                                   | 3 434                                                   |
| 1985                                                    | 18 187                                                  | 5 878                                                   | 5 034                                                   |
| 1986                                                    | 18 496                                                  | 5 078                                                   | 3 665                                                   |
| 1987                                                    | 17 389                                                  | 5 915                                                   | 5 085                                                   |
| 1988                                                    | 15 707                                                  | 4 910                                                   | 4 233                                                   |
| 1989                                                    | 14 916                                                  | 5 975                                                   | 4 722                                                   |
| 1990                                                    | 17 238                                                  | 5 452                                                   | 4 675                                                   |
| 1991                                                    | 19 358                                                  | 5 679                                                   | 5 256                                                   |
| 1992                                                    | 19 856                                                  | 6 119                                                   | 5 280                                                   |
| 1993                                                    | 20 682                                                  | 6 337                                                   | 4 694                                                   |
| 1994                                                    | 22 665                                                  | 5 516                                                   | 4 499                                                   |
| 1995                                                    | 21 937                                                  | 7 270                                                   | 5 261                                                   |
| 1996                                                    | 21 637                                                  | 7 109                                                   | 5 825                                                   |
| 1997                                                    | 22 921                                                  | 7 080                                                   | 4 958                                                   |
| 1998                                                    | 22 538                                                  | 8 326                                                   | 6 685                                                   |
| 1999                                                    | 20 719                                                  | 7 102                                                   | 5 862                                                   |
| 2000                                                    | 21 493                                                  | 6 518                                                   | 5 788                                                   |
| 2001                                                    | 22 758                                                  | 7 347                                                   | 5 508                                                   |
| 2002                                                    | 21 584                                                  | 7 323                                                   | 5 744                                                   |
| 2003                                                    | 21 744                                                  | 6 896                                                   | 4 853                                                   |
| 2004                                                    | 21 891                                                  | 7 786                                                   | 6 380                                                   |
| 2005                                                    | 22 655                                                  | 8 412                                                   | 6 281                                                   |
| 2006                                                    | 25 895                                                  | 9 812                                                   | 7 726                                                   |
| 2007                                                    | 26 659                                                  | 10 872                                                  | 8 370                                                   |
| 2008                                                    | -                                                       | -                                                       | -                                                       |
| 2009                                                    | 28 435                                                  | 10 277                                                  | 7 551                                                   |
| 2010                                                    | -                                                       | -                                                       | -                                                       |
| 2011                                                    | -                                                       | -                                                       | -                                                       |
| 2012                                                    | 29 732                                                  | 11 567                                                  | 9 040                                                   |
| 2013                                                    | 33 292                                                  | 11 714                                                  | 9 040                                                   |
| 2014                                                    | 32 247                                                  | 10 226                                                  | 9 757                                                   |
| 2015                                                    | 33 090                                                  | 13 123                                                  | 10 487                                                  |
| 2016                                                    | 33 254                                                  | 10 400                                                  | 9 520                                                   |
| 2017                                                    | 34 267                                                  | 13 101                                                  | 11 599                                                  |
| 2018                                                    | 33 932                                                  | 13 125                                                  | 10 816                                                  |
| 2019                                                    | 34 688                                                  | 13 676                                                  | 11 375                                                  |
| 2020                                                    | 18 054                                                  | 7 356                                                   | 5 727                                                   |
| 2021                                                    | -                                                       | -                                                       | -                                                       |
| 2022                                                    | 31 877                                                  | 12 010                                                  | 11 019                                                  |
| 2023                                                    | 31 461                                                  | 16 625                                                  | 14 050                                                  |
| 2024                                                    | 31 230                                                  | 14 156                                                  | 12 456                                                  |

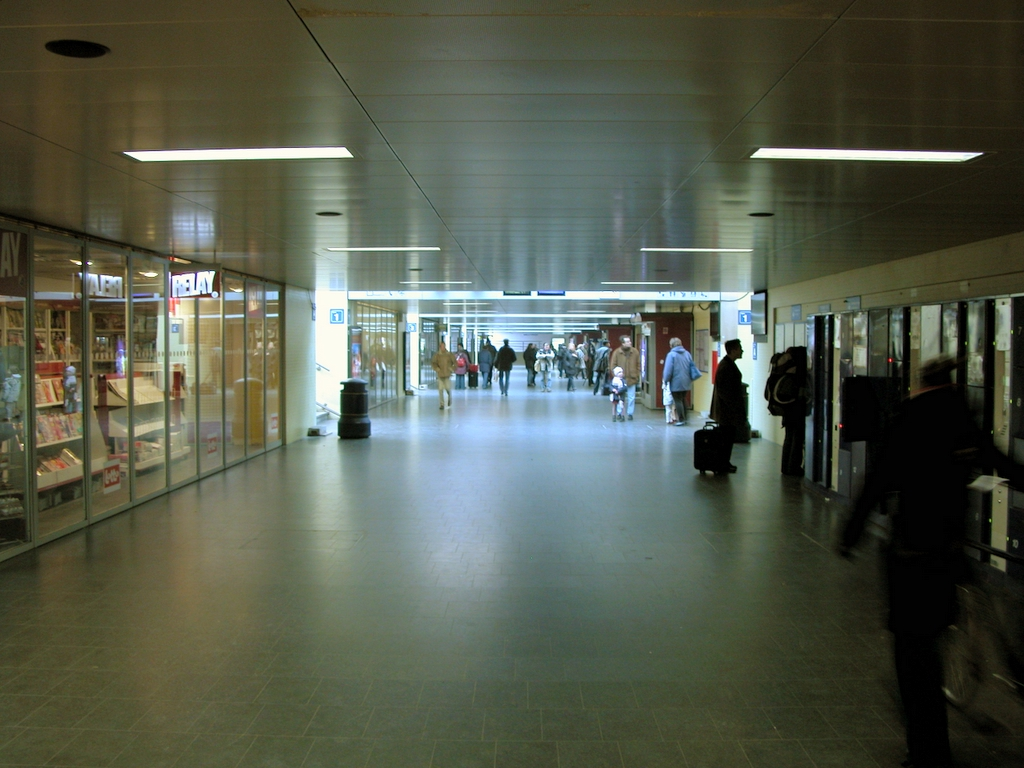
Intérieur.
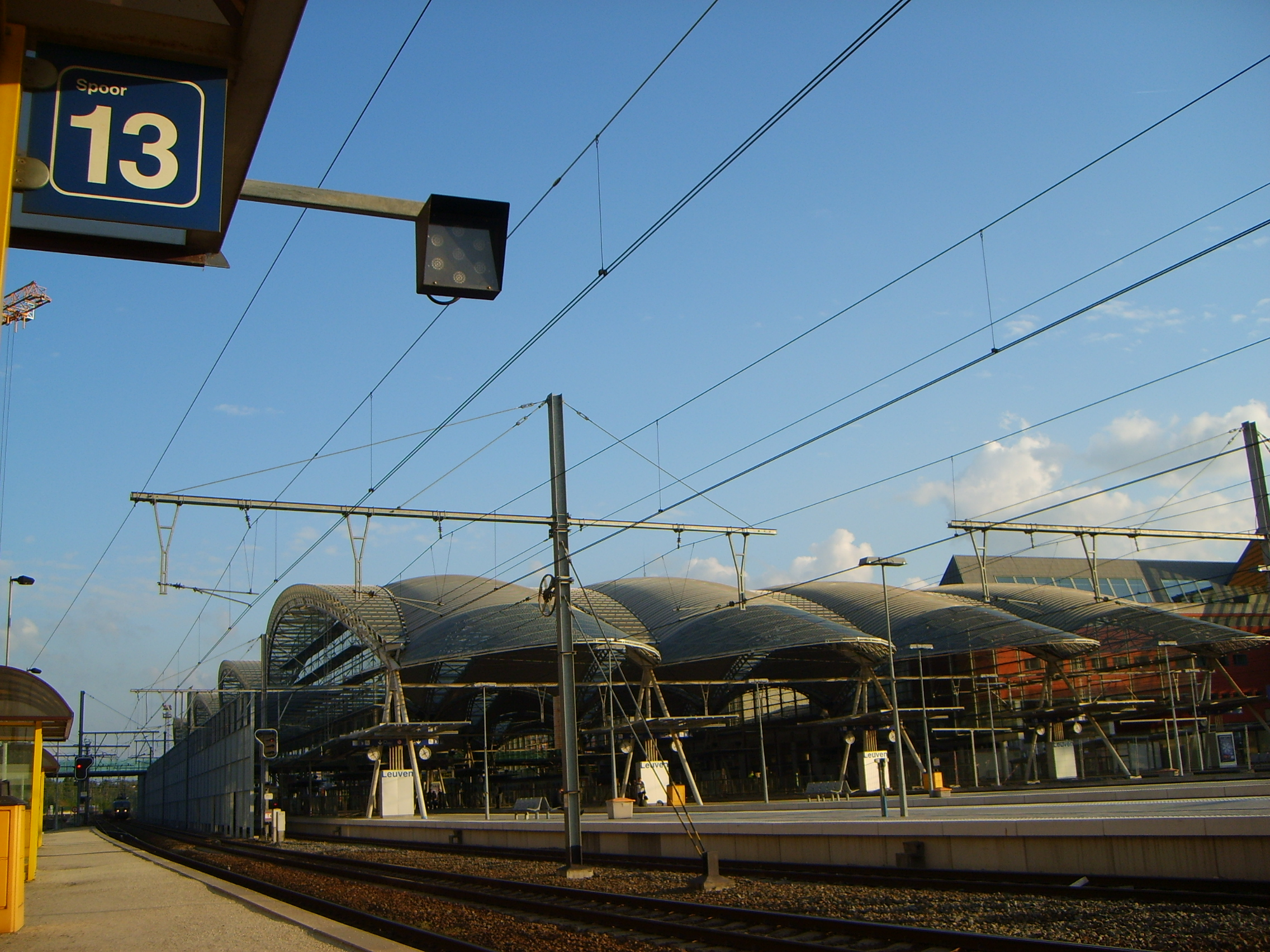
Voies et quais.
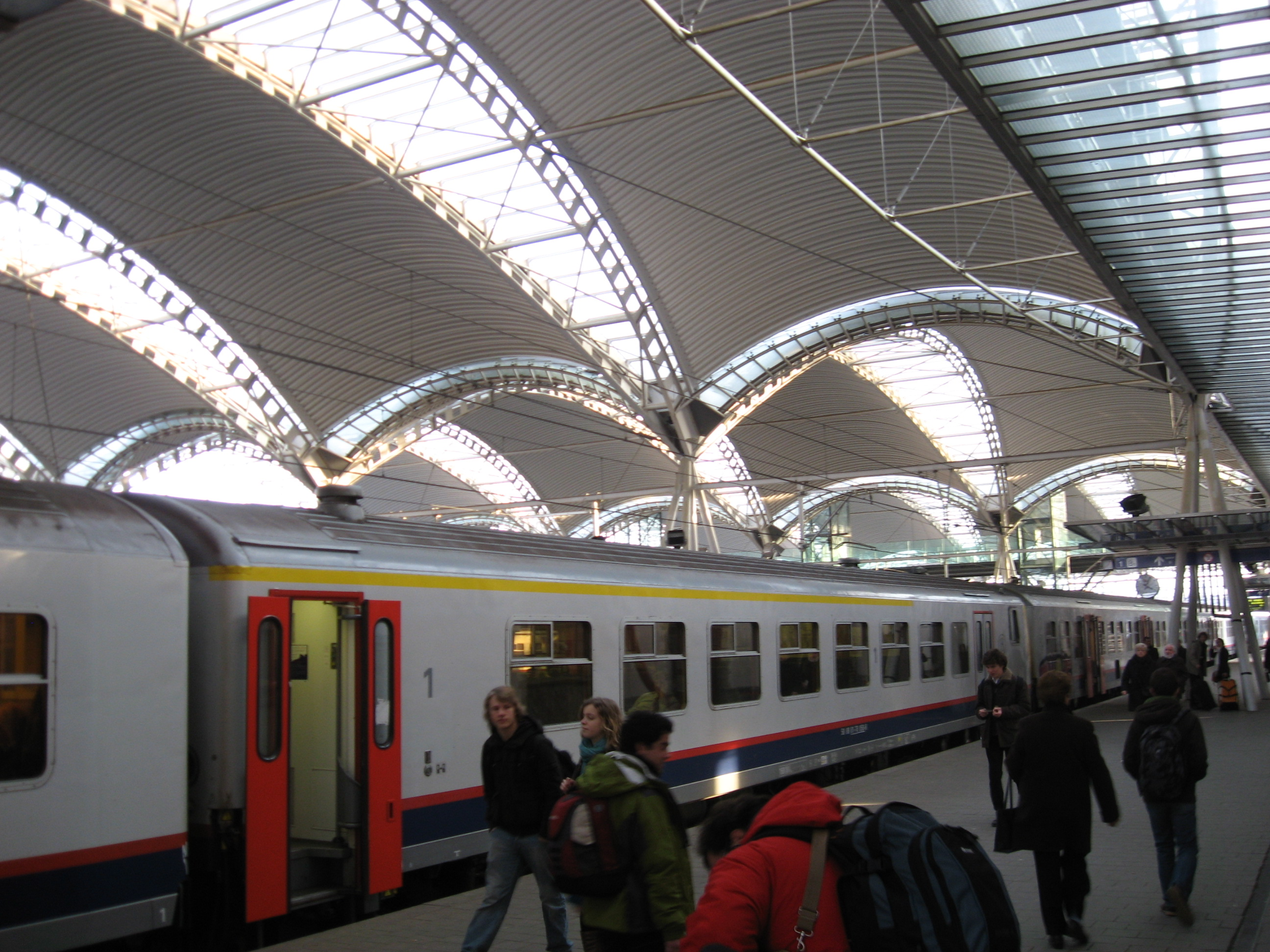
Protection des quais.
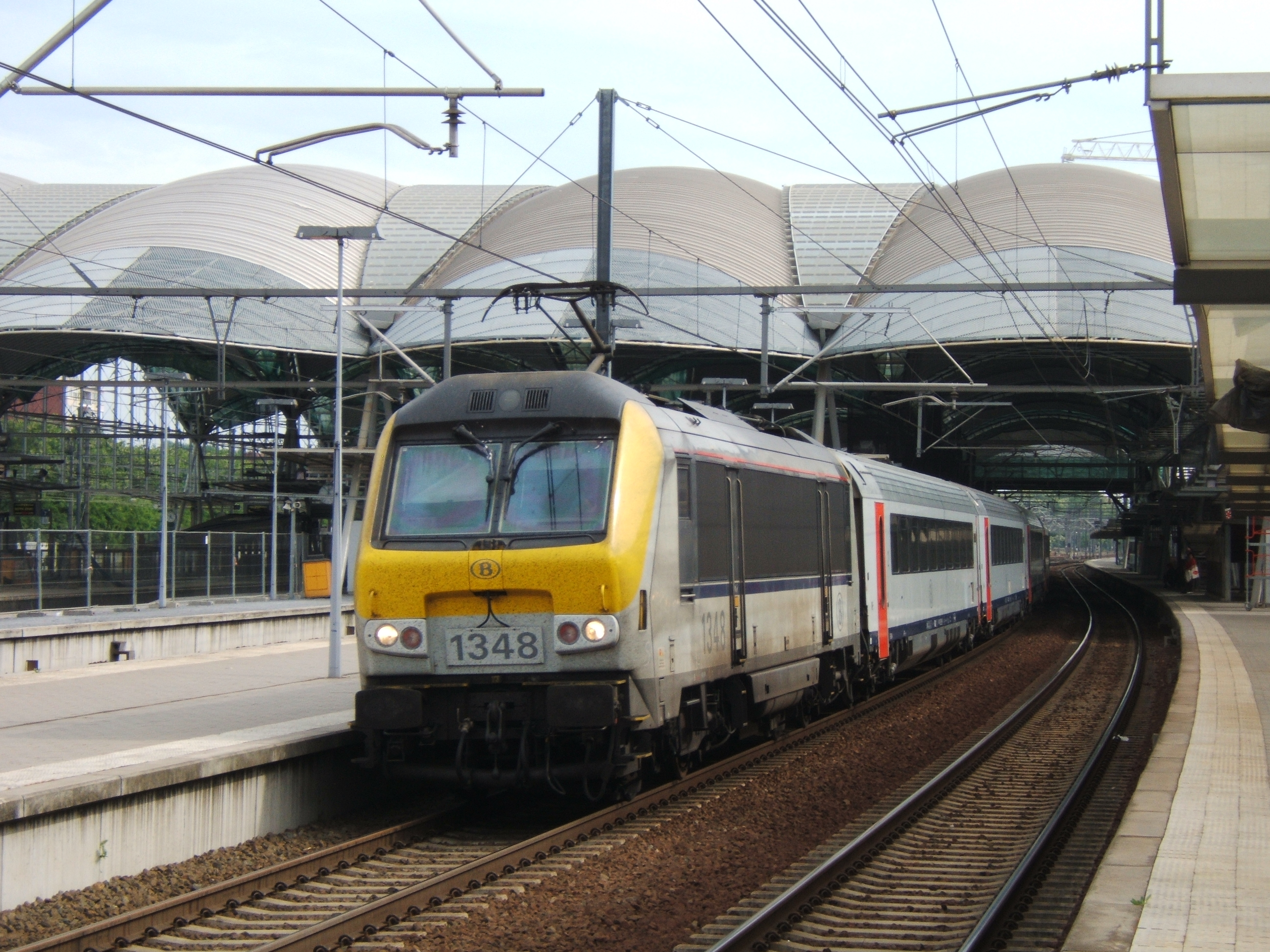
Gare et train IC.

## Patrimoine ferroviaire
Le bâtiment du à l'architecte Henri Fouquet est inscrit à l'inventaire du patrimoine architectural de la Flandre le 17 octobre 1996.